# 레닌그라드주의 행정 구역
다음은 레닌그라드주의 행정 구역에 관한 설명이다.

## 행정 구역
주 지정 도시:
- 소스노비보르 (Сосновый Бор)

군:
- 복시토고르스키군 (Бокситогорский)
  - 복시토고르스크 시 (Бокситогорск)
  - 피칼료보 시 (Пикалёво)
  - 예피몹스키 (Ефимовский)
- 볼로솝스키군 (Волосовский)
  - 볼로소보 시 (Волосово)
- 볼홉스키군 (Волховский)
  - 노바야라도가 시 (Новая Ладога)
  - 샤시스트로이 시 (Сясьстрой)
  - 볼호프 시 (Волхов)
- 프세볼로시스키군 (Всеволожский)
  - 프세볼로시스크 시 (Всеволожск)
  - 쿠드로보 시 (Кудрово)
  - 무리노 시 (Мурино)
  - 세르톨로보 시 (Сертолово)
  - 두브롭카 (Дубровка)
  - 이메니모로조바 (Имени Морозова)
  - 이메니스베르들로바 (Имени Свердлова)
  - 쿠지몰롭스키 (Кузьмоловский)
  - 라히야 (Рахья)
  - 톡소보 (Токсово)
  - 야니노-1 (Янино-1)
- 비보륵스키군 (Выборгский)
  - 카멘노고르스크 시 (Каменногорск)
  - 프리모르스크 시 (Приморск)
  - 스베토고르스크 시 (Светогорск)
  - 비보르크 시 (Выборг)
  - 비소츠크 시 (Высоцк)
  - 레소고르스키 (Лесогорский)
  - 로시노 (Рощино)
  - 소베츠키 (Советский)
- 가친스키군 (Гатчинский)
  - 가치나 시 (Гатчина)
  - 콤무나르 시 (Коммунар)
  - 드루즈나야고르카 (Дружная Горка)
  - 시베르스키 (Сиверский)
  - 타이치 (Тайцы)
  - 비리차 (Вырица)
- 킨기셉스키군 (Кингисеппский)
  - 이반고로드 시 (Ивангород)
  - 킨기세프 시 (Кингисепп)
- 키리시스키군 (Киришский)
  - 키리시 시 (Кириши)
  - 부도고시 (Будогощь)
- 키롭스키군 (Кировский)
  - 키롭스크 시 (Кировск)
  - 오트라드노예 시 (Отрадное)
  - 실리셀부르크 시 (Шлиссельбург)
  - 므가 (Мга)
  - 나지야 (Назия)
  - 파블로보 (Павлово)
  - 프릴라도시스키 (Приладожский)
  - 시냐비노 (Синявино)
- 로데이노폴스키군 (Лодейнопольский)
  - 로데이노예폴레 시 (Лодейное Поле)
  - 스비르스트로이 (Свирьстрой)
- 로모노솝스키군 (Ломоносовский)
  - 볼샤야이조라 (Большая Ижора)
  - 레뱌지예 (Лебяжье)
- 루시스키군 (Лужский)
  - 루가 (Луга)
  - 톨마초보 (Толмачёво)
- 폿포로시스키군 (Подпорожский)
  - 폿포로지예 시 (Подпорожье)
  - 니콜스키 (Никольский)
  - 바지니 (Важины)
  - 보즈네세니예 (Вознесенье)
- 프리오제르스키군 (Приозерский)
  - 프리오제르스크 시 (Приозерск)
  - 쿠즈네치노예 (Кузнечное)
- 슬란쳅스키군 (Сланцевский)
  - 슬란치 시 (Сланцы)
- 티흐빈스키군 (Тихвинский)
  - 티흐빈 시 (Тихвин)
- 토스넨스키군 (Тосненский)
  - 류반 시 (Любань)
  - 니콜스코예 시 (Никольское)
  - 토스노 시 (Тосно)
  - 포르노소보 (Форносово)
  - 크라스니보르 (Красный Бор)
  - 랴보보 (Рябово)
  - 울리야놉카 (Ульяновка)

## 같이 보기
- 상트페테르부르크의 행정 구역